# 클로트비히 추 호엔로헤실링스퓌르스트 후작
클로트비히 카를 빅토어 추 호엔로헤실링스퓌르스트 후작 겸 라티보어 운트 코르파이 공자(독일어: Chlodwig Carl Viktor Fürst zu Hohenlohe-Schillingsfürst, Prinz von Ratibor und Corvey, 1819년 3월 31일 ~ 1901년 7월 6일)은 독일의 정치인이다. 이름이 너무 길어 보통 호엔로헤 후작(Fürst zu Hohenlohe)이라고 줄여 부른다. 1894년에서 1900년 사이에 독일의 수상 겸 프로이센의 총리에 재임했다. 그 외에도 바이에른의 총리, 파리 주재 독일 대사, 외무장관, 엘자스-로트링겐 국가지사 등을 지냈다. 독일 제국에서 가장 진보적인 수상이었던 것으로 꼽힌다.